# Aldo Braibanti
Aldo Braibanti, né le 17 septembre 1922 à Fiorenzuola d'Arda et mort le 6 avril 2014 à Castell'Arquato, est un écrivain, scénariste et dramaturge italien.
Poète, figure intellectuelle, il était un partisan antifasciste durant la Seconde Guerre mondiale. Il s'est intéressé, au cours de sa vie, à l'art, le cinéma, la politique et au théâtre, en plus d'être un myrmécophile passionné.
En 1968, il est condamné à la prison à la suite de « l'affaire Braibanti » qui l'oppose au père de son amant qui utilise un prétexte de plagiat pour le faire condamner. Cette histoire a inspiré le film Il signore delle formiche en 2022.

## Biographie

### Enfance et jeunesse en Émilie-Romagne
Il a passé son enfance à Fiorenzuola d'Arda dans la province de Plaisance dans la région Émilie-Romagne en Italie. Il accompagnait souvent son père qui était médecin et a développé un goût pour l'étude des insectes sociaux : fourmis, abeilles et termites.
Dans cette période de l'Italie fasciste, Aldo Braibanti vit « dans une famille éclairée qui refuse fermement toute situation autoritaire et cléricale ».
Il aurait commencé à écrire ses premiers textes poétiques entre l'âge de 7 et 8 ans[réf. nécessaire].
À l'école, il commence à s'intéresser à Dante, Pétrarque, Carducci, Pascoli et D'Annunzio. Mais ce sont surtout Giacomi Leopardi et Ugo Foscolo qui inspirent ses premières activités poétiques et le style du « poème en liberté », qui s'affranchit des règles stylistiques et des rimes.
Entre 1937 et 1940, à Parme, il fréquente le lycée classique Romagnosi où il a comme enseignant, entre autres, Ferdinando Bernini. Futur sous-secrétaire d'État à l'Instruction publique. Braibanti est alors un excellent étudiant qui obtient une dispense de frais de scolarité. Le 27 novembre 1939, il rédige et distribue secrètement dans le lycée un manifeste, destiné à « tous les hommes vivants », dans lequel il invite ses camarades à s'unir et à s'organiser contre la dictature fasciste.
Après ses années de lycée à Parme, il s'installe à Florence où il s'inscrit à l'université en philosophie.
Il s'intéresse alors en particulier à Giordano Bruno et Baruch Spinoza. En parallèle de ses études, il se consacre à la création de collages et d'assemblages selon les principes du ready-made, tandis que son observation des fourmis se veut de plus en plus scientifique.

### Années de résistance pendant la guerre
Dès 1940, il s'engage dans la résistance à Florence, en participant à la naissance des premiers mouvements intellectuels antifascistes et en rejoignant le groupe Justice et Liberté (Giustizia e Libertà).
En 1943, Aldo Braibanti rejoint le Parti communiste clandestin, qui compte alors dans ses rangs, Gianfranco Sarfatti, Teresa Mattei ou encore Renzo Bussotti.
Il explique ce passage de Giustizia e Libertà au parti communiste non pas du fait d'une divergence politique mais d'une volonté de « connaître une autre classe ». Effectivement, le parti était avant tout celui de la classe ouvrière, et donc, « portait sur lui le grand poids de la lutte des classes [...] Moi qui étais issu d'une autre classe sociale, j'ai voulu adopter les modalités et les objectifs de la lutte contre le fascisme définies à partir des nécessités inéluctables du monde du trail ».
Durant la guerre, Aldo Braibanti aurait été arrêté deux fois, la première en 1943 à la suite d'une descente de police. Incarcéré, il est libéré le 25 juillet de la même année, lorsqu'à la chute du régime fasciste, Pietro Badoglio, donne l'ordre de relâcher les enseignants et les étudiants. Il est arrêté une seconde fois, simultanèment à Sandro Susini, Mario Spinella et Zemiro Melas. Certains de ses écrits auraient été confisqués.[réf. nécessaire]

### Les années de l'après-guerre
En 1946, il fait partie des organisations du Festival mondial de la jeunesse démocratique qui a lieu l'année suivante à Prague. Il collabore parallèlement au PCI, à la tête de la section Jeunesse communiste toscane.
Pourtant, en 1947, il décide d'abandonner la politique et démissionne de toutes ses charges. Il fait publier un poème dans la revue Il Ponte qui commence par cette phrase : « ce n'est pas un adieu mais un congé ». Durant cette même période, il obtient son diplôme de philosophie théorique.

### L'atelier artistique de la Tour Farnèse
Son abandon de la politique coïncide avec une volonté de se consacrer à la production artistique. En 1947, il rejoint l'expérience communautaire de la Tour Farnèse dans la commune de Castell'Arquato. Il s'agit d'un laboratoire artistique qui compte Renzo et Sylvano Bussotti, Roberto Salvadori, Fiorenzo Giorgi. Les œuvres de l'atelier (en particulier des céramiques) de la Tour Farnèse ont été exposées dans diverses expositions, dont une participation à la Triennale de Milan.
Seulement, la commune Castell'Arquato n'a plus renouvelé le bail de la tour[Quand ?]. L'atelier a donc été fermé et les membres ont suivi des carrières plus individuelles.

### Les années romaines et premières publications
En 1956, Braibanti participe à des travaux pour le congrès national du PCI, mais ses interventions sont très critiques envers certains aspects d'un stalinisme diffus. Pour cette raison, il n'est pas admis au sein de la délégation. Cela le conduit à abandonner ses engagements politiques tout en déclarant vouloir conserver des rapports fraternels avec ses anciens camarades de la résistance.
En 1960, Eugenio Cassin, également membre de la résistance florentine, distribue les quatre volumes de l'ouvrage Le Cirque et autres écrits aux éditions Schwarz. Le premier tome contient des poèmes datés de 1940 à 1960, les deuxième et troisième des pièces de théâtre et le dernier prend la forme de l'essai. Toujours en 1960, sont publiés Guide pour exposition et une traduction italienne du Journal de bord de Christophe Colomb.
En 1962, Aldo Braibanti s'installe à Rome. Il travaille alors en collaboration avec le jeune Carmelo Bene, Sylvano Bussotti et Vittorio Gelmetti. De la collaboration avec Gelmetti, nait l'adaptation radiophonique de la pièce de Braibanti, Balata dell'Anticrate diffusée par Rai Radio 3 en 1979.
Durant une courte période, il participe à la fondation de la revue Les Cahiers Piacentini (I Quaderni Piacentini) avec les frères Giorgio et Marco Bellocchio.
Dans les années 1960, il travaille sur un projet de successions de spectacles théâtraux intitulé Virulentia. Celui-ci a été porté sur grand écran avec Alberto Grifi sous le titre Transfert per kamera verso Virulentia.
Aldo Braibanti découvre à cette époque les spectacles du Living Theatre et de Jerzy Grotowski qui arrivent en Italie. Cela influence son projet Virulentia qui inclut dans ses représentations des séries de tableaux vivants. En parallèle, il expose à Rome en 1967 ses assemblages.

### L'affaire Braibanti
Lorsque Braibanti fréquentait l'atelier de la Tour Farnèse, il a rencontré Giovanni Sanfratello, un jeune homme de 23 ans, qui devient un collaborateur et un amant. Lorsqu'il déménage à Rome, en 1962, Sanfratello le suit. Il déclare qu'en faisant cela, Giovanni « pouvait mieux se défendre des pressions absurdes de son père, conséquences de ses idées religieuses, idéologiques et politiques. Les Sanfratello, également originaire de Plaisance, étaient ultra-conservateurs, catholiques et parmi les plus fascistes qui existent, ils ne pouvaient pas accepter que leur fils puisse choisir une vie si différente de la leur ».
12 octobre 1964, Ippolito Sanfratello, le père de Giovanni, dépose une plainte auprès du parquet de Rome contre Braibanti qui l'accuse de plagiat. En réalité, son objectif est de mettre fin à la relation homosexuelle de son fils avec Braibanti.
En novembre 1964, quatre hommes pénètrent par effraction dans la pension romaine où ils séjournaient tous les deux et emmènent Giovanni de force. Ils le conduisent dans une voiture où se trouve également son père : Giovanni est d'abord emmené à Modène dans une clinique privée pour maladies nerveuses, puis à l'asile de Vérone où on lui impose une thérapie de conversion, selon l'écrivain Alberto Moravia, il y a subi « un grand nombre d'électrochocs et divers chocs insuliniques. Tout cela contre son gré, le maintenant isolé de ses amis, de ses avocats et de quiconque qui aurait écouté ses arguments ». Giovanni est libéré après 15 mois d'internement, avec une série de d'impératifs à respecter, allant de l'assignation à domicile (chez ses parents) à l'interdiction de lire des livres de moins de cent ans. Malgré cela, Giovanni Sanfratello déclare au procès qu'il « n'avait pas été contraint (soggiogato) par Braibanti ».
Ceux qui dénonçaient à la cour le plagiat n'accordent plus de valeurs aux déclarations de Giovanni et se concentrent sur le témoignage d'un jeune homme qui avait voyagé avec Aldo Braibanti en 1960, il était alors âgé de 19 ans, Piercarlo Toscani. Il déclare : « Braibanti avait essayé de s'introduire dans mon esprit avec ses idées politiques, c'est-à-dire le communiste au nom d'une liberté supérieure et de l'athéisme (...) il a commencé à m'empêcher d'avoir des lectures de loisirs, qui m'étaient usuelles (...) ces empêchements ne reposaient pas sur une tyrannie extérieure mais sur une tyrannie intérieure, intellectuelle, qui est en réalité bien plus forte que la première ». Certains journaux de droite s'en prennent à celui qu'ils nomment « le professeur », « le monstre », « l'homosexuel ».
Après quatre années de procès, Braibanti est condamné, en 1968, à neuf ans, devenus quatre en appel, peine confirmée en cassation. Il en a purgé deux tandis que les deux autres ont été effacés pour faits de participation à la Résistance.
Cette condamnation eut un écho dans la presse nationale et internationale, qui, parfois, critique le motif d'inculpation et son traitement par le système procédural italien.
La loi sur le plagiat avait été introduite dans le code pénale durant la période fasciste à la suite de la proposition d'Alfredo Rocco. Elle a abouti, après guerre, à ce seul cas de condamnation.
Le jugement a suscité un large écho dans toute l'Italie : Alberto Moravia, Elsa Morante, Umberto Eco, Pier Paolo Pasolini, Marco Bellocchio, Adolfo Gatti, Giuseppe Chiari et de nombreux autres intellectuels se sont mobilisés en faveur de Braibanti.
Immédiatement après la sentence, Pier Paolo Pasolini écrit : « S'il y a un homme « doux » au sens le plus pur du terme, c'est bien Braibanti : en fait, il n'a jamais copié sur rien ni personne ; il n'a jamais demandé ou exigé quoi que ce soit. Alors quel crime a-t-il commis pour être condamné de plagiat ? Son crime était sa faiblesse. Mais cette faiblesse, il l'a choisie et voulue, refusant toute forme d'autorité : l'autorité, qui, en tant qu'auteur, en quelque sorte, lui serait venue naturellement s'il avait accepté, même dans une toute petite minime, une quelconque idée commune de l'intellectuel : soit celle du communiste, soit celle du bourgeois, soit celle du catholique ou simplement celle du littéraire... Au lieu de cela, il a refusé de s'identifier à l'une de ces figures - finalement grotesque - de l'intellectuel ».

### Les années de prison
En prison, Aldo Braibanti poursuit son activité poétique et il écrit une pièce intitulée L'Autre blessure dans laquelle il narre l'aventure du Philoctète de Sophocle. La pièce est jouée en 1970 avec une musique électronique de Pietro Grossi et les décors de Lele Luzzati.
D'autres écrits de la période ont composé le recueil d'essais publié également en 1970, par Finzi-Ghisi, qui a pour titre Les Prisons d'État.

### Les œuvres de 1971 à sa mort
Une fois sorti de prison, il reprend son cycle Virulentia, mais l'abandonne rapidement une nouvelle série d'expérimentation théâtrale : Ballades de l'Anticrate (Ballate dell'Anticrate), qui connait rapidement une adaptation radiophonique.
Aldo Braibanti est décédé à Castell'Arquato d'un arrêt cardiaque le 6 avril 2014, à l'âge de 91 ans.

## Ouvrages et publications
- Le cirque et autres écrits, 4 tomes (recueil de pièces de théâtre, poèmes, essais), Atta, 1960
- Guide pour l'exposition, Atta, 1960
- Les prisons d'État, Feltrinelli, 1969
- Aldo Braibanti : objets trouvés, Florence, Bezuga, 1979. Catalogue de l'exposition tenue à Florence en 1979
- Impresa dei prolegomeni acratici, Éditrice 28, 1989
- Pèlerinage à Rijnsburg, dans la section musique du Catalogue de la Biennale de Venise, 1991
- Fragment fragments : 1941-2003, Empiria, 2003

## Traductions
- Christophe Colomb, Le journal de bord, Schwarz, 1960 - traduction de l'espagnol

## Filmographie
- Transfert per kamera vers Virulentia réalisé par Alberto Grifi, d'après l'opération théâtrale de Braibanti, 1967
- Horizon des événements, réalisation et scénario
- La planète devant, réalisation et scénario
- Conversations avec un grain de riz, scénario
- Morphing, réalisation et scénario, avec des animations de Leonardo Carrano, 1995
- Scénario Blu cobalto réalisé par Gianfranco Fiore Donati, avec Anna Bonaiuto et Enrico Ghezzi, 1985
- Le Seigneur des fourmis, de Gianni Amelio (2022)

## Radio
- Le Scandale de l'imagination, écrit et réalisé pour Radio Rai
- Les Ballades de l'Anticrate, écrites et réalisées pour Radio Rai
- Les Chambres d'Azoth, écrit et réalisé pour Radio Rai
- La Capsule temporelle (jamais enregistrée mais dont le texte existe)[réf. nécessaire]